# Enrique Fernández (réalisateur)
Pour les articles homonymes, voir Enrique Fernández.
Enrique Fernández, né le 11 mars 1953 à Melo en Uruguay, est un scénariste et réalisateur uruguayen principalement connu pour son film Les Toilettes du Pape en 2007.

## Filmographie

### En tant que réalisateur
- 2007 : Les Toilettes du Pape

### En tant que scénariste
- 2007 : Otario de Diego Arsuaga
- 2007 : Les Toilettes du Pape d'Enrique Fernández et César Charlone